# 120460 Гамбах
120460 Гамбах (120460 Hambach) — астероїд головного поясу, відкритий 13 жовтня 1990 року.
Тіссеранів параметр щодо Юпітера — 3,500.